# Kleine-Dörfer-Weg
Der Kleine-Dörfer-Weg ist ein Rundwanderweg durch die zur Stadt Braunschweig gehörenden Dörfer.

## Geschichte
Bereits im Jahr 2000 wurden vom Braunschweiger Forum Vorschläge für die Einrichtung des Kleine-Dörfer-Wegs erarbeitet und der Stadtverwaltung übergeben. Seit 2015 gibt es Bestrebungen, den Weg durchgehend zu beschildern. Diese sind bisher jedoch an Finanzierung und rechtlichen Rahmenbedingungen gescheitert.

## Verlauf
Der Weg führt durch die historischen Kerne nahezu aller Braunschweiger Dörfer und umrundet dabei einmal die Stadt. Um möglichst alle Dörfer zu erreichen, führt der Weg über insgesamt ca. 109 km in mehreren Schleifen. Festgelegte Etappen gibt es nicht.

## Sehenswürdigkeiten am Weg
In nahezu jedem Dorf führt der Weg an einem BLIK-Schild vorbei, das die Geschichte des jeweiligen Dorfs erklärt. Außerdem befinden sich folgende Sehenswürdigkeiten unmittelbar am Weg:
- Alte Kirche Querum
- Gliesmaroder Turm
- Kloster Riddagshausen
- St. Ägidien (Rautheim)
- Heidbergsee
- Südsee (Braunschweig)
- Kreuzkirche (Braunschweig-Lehndorf)
- Ölper Turm